# Isabella Riva
Isabella Riva (Nizza Monferrato, 22 de abril de 1887-Bolonia, 10 de agosto de 1985) fue una actriz teatral y cinematográfica italiana.

## Biografía
Nacida en Nizza Monferrato, Italia, en el seno de una familia de actores, los Trufarelli, fue una de las principales intérpretes italianas de los inicios del siglo XX, activa en el teatro y en la revista, siendo primera actriz con los directores teatrales Alfredo Sainati y Sem Benelli.
Con posterioridad actuó junto a Cesco Baseggio, Laura Solari, Olga Solbelli, Ave Ninchi (de la cual fue gran amiga y maestra), Lina Volonghi, Franco Volpi, Ernesto Calindri y Guido Riva, que en 1918 se casó con ella.
En sus años de madurez, además de la actividad teatral, tuvo una constante presencia en el cine pero, sobre todo, en la televisión, llegando a ser una de las más prolíficas intérpretes de series televisivas de los años 1960 y 1970.
En 1979, ya muy anciana, abandonó el mundo del espectáculo y fue a vivir en la residencia para artistas "Lyda Borelli", en Bolonia, aunque en 1985 fue invitada especial del "Maurizio Costanzo Show" junto a las actrices Pina Borione (1902-1988), Carola Zopegni, (1912) y Mimì Aylmer, (1896-1992). 
Isabella Riva falleció en 1985 en Bolonia. Al funeral asistieron, además de muchos admiradores y colegas suyos, Ave Ninchi y el actor Raoul Grassilli, en aquel momento presidente de la residencia para artistas. Sus restos fueron enterrados en el Cementerio de la Cartuja de Bolonia.

## Televisión
- Esami di maturità, de Ladislao Fodor, con Giulia Lazzarini, Edda Albertini, Gino Bramieri, Brunella Bovo y Isabella Riva; dirección de Mario Landi, emitida el 8 de octubre de 1954.
- La torre sul pollaio, Sergio Tofano, Diana Torrieri, Wanda Benedetti, Carlo D'Angelo y Isabella Riva; dirección de Alberto Gagliardelli, emitida el 18 de diciembre de 1959.

## Teatro
- Thérèse Desqueyroux, de François Mauriac, adaptación de Diego Fabbri, dirección de Giorgio Albertazzi, con Anna Proclemer, Antonio Battistella, Isabella Riva y Olga Solbelli; Roma, Teatro Quirino, 3 de marzo de 1961

## Selección de su filmografía
- L'ultima carta, de Piero Ballerini (1938)
- Il mulino del Po, de Alberto Lattuada (1949)
- L'angelo delle Alpi, de Carlo Campogalliani (1957)
- Le inchieste del commissario Maigret, de Mario Landi (1965)
- La fine dell'avventura, de Gianfranco Bettetini (1969)
- Qui squadra mobile, de Elio Zamuto (1979)